# Ерл Фостер Томсон
Ерл Фостер Томсон (англ. Earl Foster Thomson, 14 серпня 1900 — 5 липня 1971) — американський вершник.
Олімпійський чемпіон 1932 (командне триборство), 1948 (командне триборство) років, срібний призер 1932 (індивідуальне триборство), 1936 (індивідуальне триборство), 1948 (командна виїздка) років.